# Cyrtandra jellesmani
Cyrtandra jellesmani är en tvåhjärtbladig växtart som beskrevs av Sijfert Hendrik Koorders. Cyrtandra jellesmani ingår i släktet Cyrtandra och familjen Gesneriaceae. Inga underarter finns listade i Catalogue of Life.